# Fannia eremna
Fannia eremna är en tvåvingeart som beskrevs av Chillcott 1961. Fannia eremna ingår i släktet Fannia och familjen takdansflugor. Inga underarter finns listade i Catalogue of Life.